# Церковь Сретения Господня (Петрозаводск)

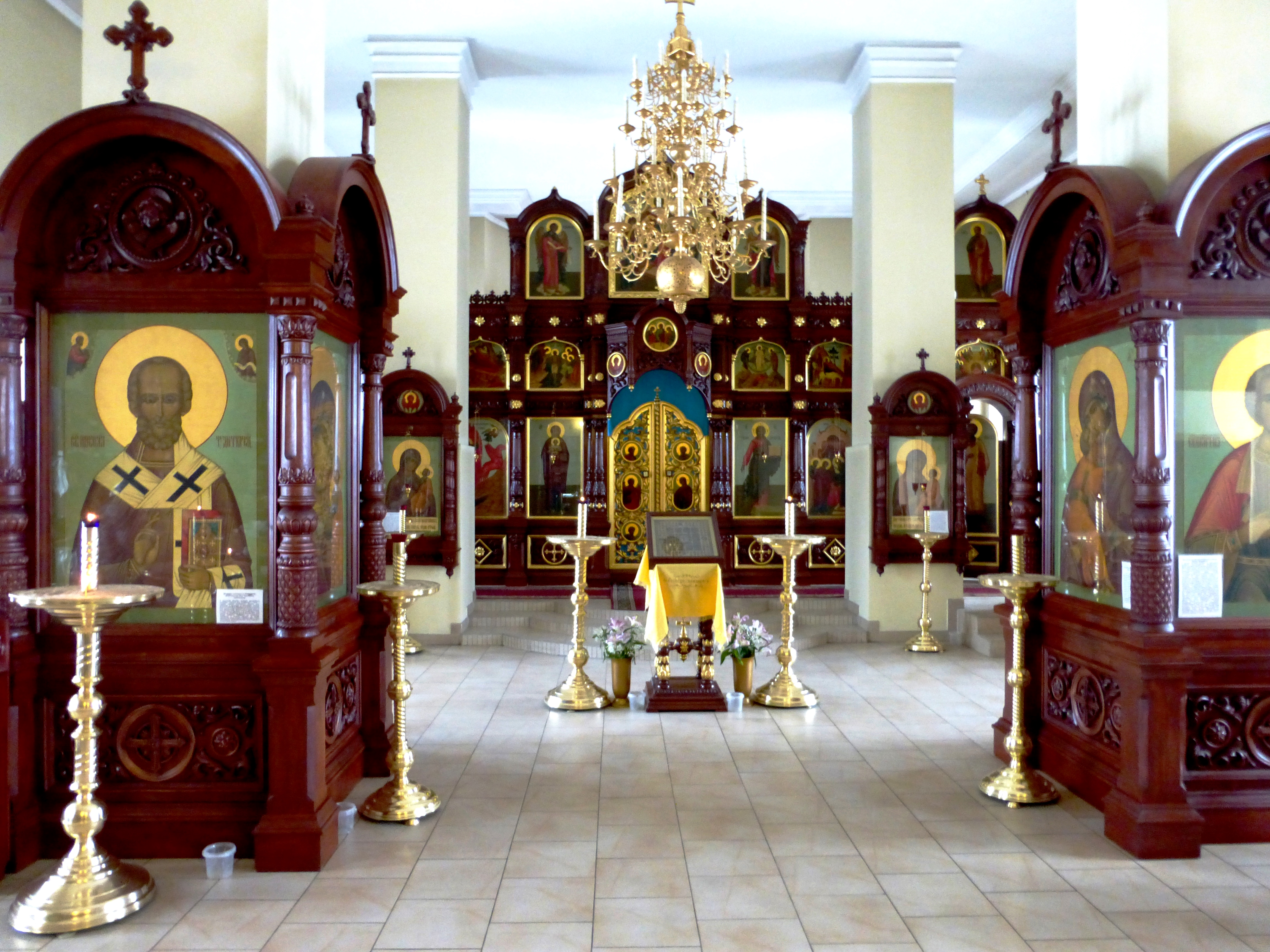
Внутреннее убранство

Церковь Сретения Господня в Соломенном (Сретенская церковь) — православный храм в Петрозаводске, в районе (бывшем селе) Соло́менном, на диоритовой скале на берегу Логмозерского пролива.

## Внешний вид
Каменный двуглавый собор с колокольней.

## История
Церковь во имя Сретения Господня была построена на средства петербургского купца И. Я. Кононова в 1781 г. на месте упраздненного в 1764 г. мужского монастыря, рядом с построенной им же в 1786 г. (по другим данным, в 1798 г.) каменной церковью во имя святых первоверховных апостолов Петра и Павла. Имела два придела — во имя Успения Пресвятой Богородицы и во имя святых равноапостольных Константина и Елены.
В начале 1790-х гг. церковь сгорела, в 1794 г. восстановлена.
Церкви в Соломенном были известны тем, что в них хранилась белая холщовая риза, шитая, по преданию, царевной Софьей Алексеевной, ризы, изготовленные царицей Прасковьей Фёдоровной (женой брата Петра I Ивана), гнутые стулья для сидения священников в алтаре, изготовленные императором Петром I.
В 1906 году в помещении храма произошёл крупный пожар. В 1913 года храм был восстановлен по проекту архитектора Олонецкой епархии И.Марушева.
Закрыт в 1931 г. Восстановлен по проекту архитектора Н. В. Куспака, инженера Ф. В. Ефремова и заново освящен в 2003 г.
Хроника визитов официальных лиц
За период существования церкви, её посещали различные государственные и политические деятели.

## Приписные церкви
- Церковь во имя святых первоверховных апостолов Петра и Павла. Находилась рядом с храмом во имя Сретения Господня. Имела два придела — во имя пророка Илии и во имя Святой праведной Анны. Переосвящалась в 1899 г. Закрыта в 1932 г., восстановлена как церковь во время финской оккупации в 1941 г., закрыта вновь в 1962 г. Здание церкви перестроено в детский сад.
- В дореволюционное время имелось 4 приписных часовни в находящихся рядом селах. До революции на юго-западе от церкви имелась старинная часовня с картинами итальянских мастеров на библейские темы[4].